# Museo Internacional de Electrografía
El Museo Internacional de Electrografía – Centro de Innovación en Artes y Nuevas Tecnologías (MIDECIANT) es un museo y centro de innovación en arte electrográfico y digital de Cuenca (España). Está asociado a la Universidad de Castilla-La Mancha y su directora es Ana Navarrete Tudela.Se encuentra en el campus de Cuenca de la Universidad de Castilla-La Mancha (UCLM), donde almacena toda su colección de obra artística y lleva a cabo su actividad investigadora vinculada al grupo INDEVOL. En estos momentos, el MIDECIANT supone un espacio en el que poder investigar sobre la razón de ser de las propuestas artísticas de su colección, así como de las prácticas artísticas ligadas a las nuevas tecnologías en general, en su paso del arte analógico al arte digital. 

## Historia
El museo fue creado en 1990 como un encargo del rectorado de la UCLM a José Ramón Alcalá, fundador del museo-centro de innovación, entonces profesor titular de Nuevas Tecnologías en la Facultad de Bellas Artes de Cuenca, y un comité asesor internacional. La sede del centro es el antiguo Convento de Carmelitas en el casco histórico de Cuenca. Su colección se compone de más de cuatro mil obras, que abarcan corrientes como el net art, el copy art, el arte postal o el arte digital. Asimismo cuenta con un centro de documentación y mediateca. En la actualidad, combina su actividad de investigación y comisariado de exposiciones con actividades de divulgación sobre creación artística y nuevas tecnologías.
El centro ha organizado diferentes exposiciones y participado en congresos internacionales, como en 1995, cuando se expuso una muestra de su colección en el Museo de Arte Carrillo Gil de Ciudad de México.

## Colecciones de arte
Actualmente dispone de tres colecciones con un altísimo número de obras:
- Mail Art y Poesía Visual: La colección donada incluye todo tipo de Arte Postal y Poesía Visual, en la que podemos encontrar tarjetas postales y sobres de artista, sellos de artista, collages, tampografías, copy art, arte digital, objetos, poesía visual, grabados, dibujos, libros de artista, ediciones, fanzines, revistas ensambladas, material audiovisual y una gran cantidad de documentación sobre artistas de estos movimientos, sin olvidar decenas de catálogos autoeditados e información sobre convocatorias nacionales e internacionales que le han dado forma y vida, escapando de los circuitos oficiales durante las últimas décadas.
- Arte Multimedia: Esta colección, antes denominada Arte Electrónico, empezó con la intención de compilar en una aplicación online toda esta producción que se desarrolló entre 1994 y 2010, en los espacios del MIDECIANT de Cuenca. Fue un encargo de los responsables de la Mediateca de la Fundació la Caixa de Barcelona, que proponía la recopilación de todas aquellas producciones significativas del MIDECIANT a lo largo de los años.  No se trata estrictamente de una “colección permanente”, dado que el MIDECIANT no es “poseedor” de dichas obras. En todo caso, el museo cuenta con los derechos de difusión -puntuales y temporales- por parte de sus autores, con el fin de divulgar desde la institución artística todas estas producciones de arte multimedia.
- Del Copy Art a la Gráfica Digital: Esta colección, entonces llamada solo Copy Art, inauguró el Museo Internacional de Electrografía en mayo de 1990, gracias a las donaciones de importantes colecciones públicas y privadas internacionales, entre las que destacan las obras procedentes de la I Bienal Internacional de Copy Art organizada por el Taller-Galería Fort de Barcelona, en 1984, y de la II Bienal Internacional de Electrografía y Copy Art, organizada por el Ayuntamiento de Valencia, en 1988. Hoy día, esta colección incluye más de 400 obras digitales, realizadas mediante el uso de todas las máquinas que se fueron inventando y comercializando, y llevadas a cabo a través de los innovadores procesos gráfico-técnicos desarrollados por los artistas que pasaron por sus espacios, y a las que se han ido sumando otras obras y materiales documentales procedentes de donaciones particulares e instituciones públicas y privadas.

## Innovación
En 2005 añadió a su nombre las siglas CIANT para potenciar su dimensión como centro de innovación, y en 2012 decidió centrar su actividad en la conservación y divulgación de sus fondos en lugar de en la producción artística. El año siguiente se aprobó la integración de sus colecciones y archivos en las Colecciones y Archivos de Arte Contemporáneo (CAAC) de la universidad.
Las publicaciones y proyectos de innovación e investigación del MIDECIANT abarcan desde temas como la imagen digital y las interfaces, hasta la investigación teórica sobre los distintos caminos y problemáticas sociales que afrontan las prácticas artísticas en nuestro tiempo. 
Participa en proyectos como la Red de Museos por la Igualdad y el Archivo Español de Media Art, con Ana Navarrete como su investigadora principal. Ha llevado a cabo numerosas publicaciones entre las que se encuentran Los inadaptados felices y Aproximaciones a la Poesía Visual Experimental en las colecciones del MIDE-CIANT.Algunos de los escritos se ubican en el proyecto editorial del MIDECIANT: Cuadernos de Media Art (CMA).
Este proyecto editorial asume el papel educativo e investigativo que corresponde al MIDECIANT, visibilizando el archivo-museo y sus contenidos. Nos permite realizar la difusión de colecciones, autores y obras del Media Art, con el objetivo de trazar genealogías y contribuir a la construcción de una arqueología de estas prácticas. 